# Karl Ludwig Freiherr von und zu Guttenberg

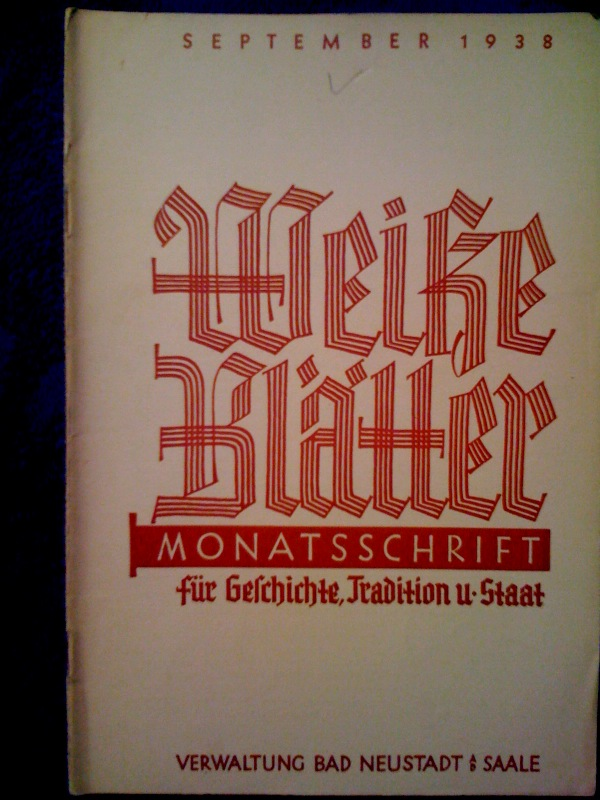
Página de título de Weißen Blätter (Papéis brancos), edição de setembro de 1938

Karl Ludwig Freiherr von und zu Guttenberg (Bad Neustadt an der Saale (Würzburg), 22 de maio de 1902 — Berlim, 23/24 de abril de 1945) foi um aristocrata, grande proprietário de terras, historiador e publicista, membro do grupo conservador monárquico que integrou a resistência alemã contra o nazismo. Foi executado na sequência do fracasso da conspiração de 20 de julho de 1944 para assassinar Adolf Hitler.

## Biografia
O barão de Guttenberg (em alemão: Freiherr von Guttenberg ) descendia da velha nobreza da Francónia. A família von Guttenberg tem origem em 1149 na Francónia (parte norte da Baviera), no sul da Alemanha. Karl Ludwig Freiherr von und zu Guttenberg Inicialmente estudou Direito na Universidade de Munique, mas, antes de terminar o curso, transferiu-se para a Universidade de Würzburg e depois para a Universidade de Erlangen, onde estudou História até obter o doutoramento em 1929. O seu orientador de doutoramento foi o historiador Max Buchner.
Enquanto estudante, tornou-se membro ativo da associação de estudantes católicos Associação de Estudantes Católicos Reno-Baviera (Munique) (mais conhecida por K.St.V. Rheno-Bavaria München), parte da Federação das Associações de Estudantes Católicos Alemães (conhecida por Kartellverband katholischer deutscher Studentenvereine ou KV). Além disso, Guttenberg foi membro do grupo de interesses aristocrático-burguês Gäa. Em 1929, ano em que se doutorou, casou com Therese, princesa de Schwarzenberg (Therese zu Schwarzenberg), casamento de que nasceram duas filhas e um filho.
Karl Ludwig von Guttenberg era um monárquico conservador católico que se iniciou na política durante a República de Weimar como editor da revista Monarchie - Zeitschrift für deutsche Tradition (Monarquia - Revista para a tradição alemã) no âmbito do Arbeitsstelle für konservatives Schrifttum (Centro de literatura conservadora), que tinha entre os seus autores Reinhold Schneider, Jochen Klepper, Ulrich von Hassell e Werner Bergengruen. Após a proibição daquele periódico em 1934, passou a editar a revista Weiße Blätter. Zeitschrift für Geschichte, Tradition und Staat (Folhas brancas. Revista de História, Tradição e Estado), periódco que depressa se tornaram um órgão importante e também um ponto de encontro, através dos seus editores e de vários contactos, para a oposição conservadora ao regime nazi de Hitler. Nestas publicações, Guttenberg utilizou a crítica conservadora-histórica de direita ao nacional-socialismo, pouco percetível na Weiße Blätter, para estabelecer contactos e criar a rede da oposição alemã a Hitler onde inicialmente pontificou Hans Rothfels. Em setembro de 1937, rejeitou a proposta de adesão ao Partido Nacional-Socialista dos Trabalhadores Alemães (NSDAP), apontando como razão o modo e forma como as questões religiosas e eclesiásticas são por vezes tratadas e resolvidas no seio do partido. Neste processo de federação dos interesses conservadores de oposição ao nazismo, Karl Ludwig Freiherr von und zu Guttenberg apresentou pela primeira vez Carl Goerdeler e Ulrich von Hassell um ao outro em 1939.
Em 1941, von Guttenberg foi mandado trabalhar no departamento de contraespionagem do Ministério dos Negócios Estrangeiros em Berlim, com a ajuda de Ludwig Beck. Aí, von Guttenberg trabalhou sob a direção do almirante Wilhelm Canaris e pertencia ao círculo social de Hans von Dohnanyi, Justus Delbrück e Hans Oster.
A partir de 1943, passou a ser seguido de perto pela Gestapo, sob a suspeita de não adesão aos princípios do nazismo. Apesar de ter ligações a Josef Römer e ao Círculo de Kreisau, não esteve diretamente envolvido nos preparativos para a tentativa de assassinato de 20 de julho de 1944. Contudo, após o fracasso da tentativa de assassinato de Adolf Hitler em 20 de julho de 1944, von Guttenberg foi detido pela Gestapo e interrogado sob tortura, aparentemente sem resultados, não tendo revelado nomes de membros da resistência. Na noite de 23 para 24 de abril de 1945, Karl Ludwig von und zu Guttenberg foi executado por ordem do chefe da Gestapo Heinrich Müller, em conjunto com Ernst Schneppenhorst e Albrecht Graf von Bernstorff. Estas execuções extra-judiciais, já que não foi deduzida qualquer acusação perante o Tribunal Popular (Volksgerichtshof), resultaram da decisão de assassinar Guttenberg tomada pelo chefe da Gestapo Heinrich Müller. O líder das SS Kurt Stawizki foi encarregado de o fazer, tendo as execuções ocorrido na prisão conhecida por Zellengefängnis Lehrter Straße (Centro de Detenção Celular de Lehrter Strasse), em Berlim.
O falecido político e ativista da resistência anti-nazi Karl Theodor Freiherr von und zu Guttenberg era seu sobrinho e o filho deste último, Enoch zu Guttenberg, foi maestro e pai do político e empresário Karl-Theodor zu Guttenberg.

## Memória
As publicações mais importantes sobre Guttenberg foram escritas pela sua filha, a escritora Maria Theodora, baronesa de Bottlenberg-Landsberg (Maria Theodora Freifrau von dem Bottlenberg-Landsberg). POr sua vez, a Igreja Católica incluiu Karl Ludwig Freiherr von und zu Guttenberg como testemunha de fé no Martirológio Alemão do Século XX (Deutsches Martyrologium des 20. Jahrhunderts).
Foi realizado um documentário televisivo, da autoria de Eckart Querner, intitulado Deutsche Dynastien – Die Guttenbergs, exibido na Das Erste em 22 de novembro de 2010 (44 minutos)

## Obras
- Die zeitgenössische Presse Deutschlands über Lenin, 122 pp., Würzburg 1931[7]